# Yunhua Zhiyan
Yunhua Zhiyan (602-668; chiń. trad. 雲華智儼, pinyin Yúnhuá Zhìyǎn) – chiński mnich buddyjski, przyczynił się do sinizacji buddyzmu, drugi patriarcha szkoły huayan.

## Biografia
Zhiyan pochodził z Tianshui, miasta położonego niedaleko od Chang’anu, który był wówczas stolicą państwa Tangów. Był synem urzędnika prowincji Shenzhou. Gdy Zhiyan miał dwanaście lat w jego domu pojawił się mnich Dixin Dushun, który położył dłoń na jego głowie i powiedział do ojca: "To jest mój syn, powinieneś mi go oddać". Ponieważ Dushun był bardzo znanym mnichem, rodzice z radością spełnili jego życzenie.
Dushun zaprowadził chłopca do klasztoru Zhixiang, który znajdował się na górze Zhongnan. Tam przekazał nauczanie Zhiyana w ręce jednego z jego starszych uczniów. W 615 r. przyjął ordynację mnisią. Po jakimś czasie Zhiyan rozpoczął studia u najwybitniejszych mnichów w Chang’anie. Studiował nauki wszystkich scholastycznych szkół buddyjskich istniejących w Chinach w VII wieku. Największy wpływ wywarły na nim takie teksty jak She dasheng lun (skr. Mahāyānasaṃgraha) Asangi, a później także sama Mahāvaipulya-buddhagaṇḍavyūha Sūtra przetłumaczona na język chiński jako Huayan jing. W tym czasie doskonalił także znajomość sanskrytu pod kierunkiem dwóch indyjskich mnichów. Do jego religijnego rozwoju w wielkiej mierze przyczyniło się przeczytanie komentarza do tej sutry Huayan jing shu napisanego przez Huiguanga, który był założycielem frakcji nandao szkoły dilun. Mimo wszechstronnego wykształcenia i głębokiego zrozumienia nauk, nie czuł się w pełni usatysfakcjonowany.
Pewnego dnia w klasztorze pojawił się dziwny mnich, który przemówił do niego: "Jeśli chcesz zrozumieć znaczenie doktryny jednego pojazdu, powinieneś przestudiować teorię sześciu aspektów (chiń. liuxiang) zamieszczoną w [rozdziale o] dziesięciu etapach bodhisattwy. Powinieneś spędzić miesiąc lub dwa w odosobnieniu i rozważać ją". Po wypowiedzeniu tych słów mnich zniknął. Zhiyan zrobił tak jak nakazał mu ów mnich i po niecałym miesiącu osiągnął głębokie zrozumienie. Miał wtedy 26 lat. Napisał wtedy komentarz do Sutry Awatamsaki Souxuan ji (pol. Wnikliwe zapiski o głębokości [Sutry huayan]).
Następne trzydzieści lat jego życia, to głównie tajemnica spowodowana brakiem informacji. Wiadomo, że stał się głównym propagatorem Sutry Awatamsaki i że przebywał w klasztorze Zhixiang, który tym samym stał się centrum nauczania tej doktryny.
W 661 r. został nagrodzony jako główny wykładowca imperialny. Przebywał wtedy w klasztorze Yunhua w Chang’anie i nauczał księcia.
W ciągu ostatniej dekady życia ukończył dwa swoje główne dzieła Wushiyao wenda (pol. Pięćdziesiąt zasadniczych pytań i odpowiedzi) oraz Huayan jing kongmu zhang (pol. Rozmaitości huayan).
Po swoim śnie, który zwiastował jego śmierć, wezwał swoich uczniów i powiedział: "Moje fizyczne ciało powstało poprzez zależną przyczynowość i nie ma trwałej substancji. Teraz odchodzę na jakiś czas do Czystej Krainy, potem odwiedzę Świat Skarbca Lotosu [huayan]. Mam nadzieję, że wszyscy pójdziecie w moje ślady i będziecie pragnęli tego samego".
Nocą dwudziestego siódmego dnia dwunastego miesiąca położył się boku i zmarł. Był rok 668.

## Dzieła Zhiyana
- Souxuan ji (pełny tytuł Dafangguang fohuayan jing souxuan fenqi tongzhi fanggui. K 1506, T 1732, H 1732)
- Yisheng shixuan men (T 1868)
- Wushiyao wenda (T 1869)
- Huayan jing kongmu zhang (T 1870)
- Jin’gang jing lüeshu (T 1704)[a]

## Znaczenie Zhiyana
Był typowym przedstawicielem "nowego buddyzmu", który powstawał w tym okresie. Odrzucił scholastyczną tradycję, która była głównym komponentem jego treningu klasztornego w młodości. Zwrócił się do autorytetu słów Buddy w celu rozwiązania swoich wątpliwości. Polegał na swoim doświadczeniu medytacyjnym jako ostatecznej podstawie dla przeniknięcia znaczenia sutry.
Zawartość jego prac z końcowego okresu życia sugeruje, że wydarzeniem, które spowodowało jego aktywne wejście do świata buddyjskich badaczy, był powrót z Indii Xuanzanga w 645 r., który przywiózł ze sobą nowe wersje nauk Jogaczary. Dla Zhiyana i w ogóle dla "nowego buddyzmu" chińskiego VII wieku, było to ponowne powrócenie pod autorytety indyjskiego buddyzmu i ogólne cofnięcie się do sytuacji z V i VI wieku, z jej egzegetycznymi tradycjami. Jego reakcja na nowe nauki Xuanzanga (czyli szkołę faxiang), podkreśla wagę doktryny, która stała się głównym przedmiotem wiary pośród wszystkich tradycji "nowego buddyzmu". Tą doktryną była Natura Buddy lub, pod bardziej technicznym określeniem, tathāgatagarbha (chiń. rulaizang).
Xuanzang zaczął głosić naukę, która uderzała w samą istotę "nowego buddyzmu" z jego wiarą w to, że każda istota ma w sobie naturę Buddy, a zatem może osiągnąć oświecenie. Tymczasem nowe nauki Xuanzanga odmawiały tej możliwości pewnej klasie ludzi. Dlatego Zhiyan, a za nim cała tradycja huayan, zaklasyfikował nauki szkoły faxiang jako quasimahajanistyczne. Ponieważ doktryna tathagatagarbhy była główną doktryną szkoły wczesnej faxiang, Zhiyan odwoływał się do niej w walce z nowymi naukami tej szkoły.
W swojej pracy Huayan jing kongmu zhang Zhiyan stworzył klasyfikację nauk, do której później ustosunkował się (i zmieniał ją) jego uczeń Fazang. Panjiao (klasyfikacja nauk) Zhiyana składała się z trzech luźno powiązanych rubryk: 1.nauki stopniowe, nauki nagłe, nauki doskonałe; 2. mały pojazd, trzy pojazdy, jeden pojazd; 3. zwyczajne; ogólne nauki, odrębne nauki.
Rubrykę nr 1 Zhiyan zaczerpnął z nauk Huiguanga. Chociaż uważa, iż do powstania 2 rubryki przyczynił się Paramartha (jako tłumacz Mahāyānasaṃgrahabhaṣya), to jest jasne, że najważniejszą zawartość tej kategorii zaczerpnął z Sutry lotosu. Te dwie rubryki odbijają próbę Zhiyana zsyntetyzowania dwóch scholastycznych tradycji szkół dilun i shelun, którymi zajmował się w młodości.
Zhiyan rozwijał swą teorię klasyfikacji nauk w trzech dziełach począwszy od Souxuan ji, poprzez Wushiyao wenda, aż do Kongmu zhang.
"Panjiao" w Kongmu zhang
Dość charakterystyczne jest, że Zhiyan używa raczej określeń "sheng" ("pojazd") czy "wei" ("poziomy") zamiast "jiao" ("nauki"). Podział jest elastyczny, zależnie od formy zapisu można go przedstawić jako system "pięciu nauk" lub "trzech kategorii":
- 1. Ludzie i bogowie
  - a. Ludzie
  - b. Bogowie
- 2. Mniejszy pojazd
  - a. Śrawaka
  - b. Pratjekabudda
- 3. Trzy pojazdy
  - a. Podstawowe nauki
  - b. Zaawansowane nauki (dojrzałe)
- 4. Nagłe nauki
- 5. Doskonałe nauki jednego pojazdu
  - a. Odrębne nauki
  - b. Zwyczajne nauki

1–3 to nauki stopniowe. Jeśli wprowadzimy to jako kategorie, to schemat będzie następujący:
- I. Nauki stopniowe
- 1. Ludzie i bogowie
  - a. Ludzie
  - b. Bogowie
- 2. Mniejszy pojazd
  - a. Śrawaka
  - b. Pratjekabudda
- 3. Trzy pojazdy
  - a. Podstawowe nauki
  - b. Zaawansowane nauki (dojrzałe)
- II. Nagłe nauki
- III. Doskonałe nauki jednego pojazdu
  - a. Odrębne nauki
  - b. Zwyczajne nauki[12].

To co jest tu najważniejsze, to to, że owa aranżacja oznacza soteriologiczny postęp od tych najmniej zaawansowanych do najbardziej rozwiniętych duchowo "pojazdów" czy też nauk.